# Iker Casillas
Iker Casillas Fernández, španski nogometni vratar, * 20. maj 1981, Móstoles, Španija.
Casillas je nekdanji nogometni vratar, ki je večji del svoje kariere branil za Real Madrid, ob koncu kariere pa za Porto, bil je tudi dolgoletni prvi vratar španske reprezentance.